# Equação quadrática

As soluções de uma equação quadrática correspondem às intersecções com o eixo x, das abcissas (raízes) de uma função polinomial do segundo grau. No caso da figura, as raízes da função são e

Em matemática, uma equação quadrática ou equação do segundo grau é uma equação polinomial de grau dois. A forma geral deste tipo de equação é: y := f(x) = {\displaystyle ax^{2}+bx+c=0}, em que x é uma variável, sendo a, b e c constantes, com a ≠ 0 (caso contrário, a equação torna-se linear (equação de primeiro grau)). As constantes a, b e c, são chamadas respectivamente de coeficiente quadrático, coeficiente linear e coeficiente constante ou termo livre.
A variável x representa um valor a ser determinado, e também é chamada de incógnita. O termo "quadrático" vem de quadratus, que em latim significa quadrado. Equações quadráticas podem ser resolvidas por meio da fatoração, do completamento de quadrados, do uso de gráficos, da aplicação do método de Newton ou do uso de uma fórmula. Um uso frequente das equações do segundo grau é em modelos simples de cálculo das trajetórias de projéteis em movimento.

## Fórmula geral das raízes
Uma equação do segundo grau da forma y := f(x) = {\displaystyle {\color {ProcessBlue}a}x^{2}+{\color {Red}b}x+{\color {YellowOrange}c}=0,} cujos coeficientes são números reais ou complexos possui duas soluções, chamadas de raízes ou zeros da equação. São elas:
{\displaystyle x_{1}={\frac {-{\color {Red}b}+{\sqrt {{\color {Red}b}^{2}-4{\color {ProcessBlue}a}{\color {YellowOrange}c}}}}{2{\color {ProcessBlue}a}}}} e {\displaystyle x_{2}={\frac {-{\color {Red}b}-{\sqrt {{\color {Red}b}^{2}-4{\color {ProcessBlue}a}{\color {YellowOrange}c}}}}{2{\color {ProcessBlue}a}}}}.
Resumidamente, pode-se enunciar a fórmula geral também como:
{\displaystyle x={\frac {-b\pm {\sqrt {b^{2}-4ac}}}{2a}}}
em que o símbolo ± indica que uma das soluções é obtida através da soma e a outra por meio da diferença.
Em Portugal é conhecida por fórmula resolvente e no Brasil essa fórmula é conhecida como fórmula de Bhaskara, mas em outros países é conhecida simplesmente como a fórmula geral para resolução da equação polinomial do segundo grau ou ainda em países como a Índia, como fórmula de Sridharacharya.

## Teorema da fórmula geral das raízes

### Método por Transformação de Tschirnhaus
y := f(x) = {\displaystyle ax^{2}+bx+c=0}
Tomamos o valor de {\displaystyle x} como a soma de {\displaystyle u} e {\displaystyle v}
{\displaystyle a(u+v)^{2}+b(u+v)+c=0}
{\displaystyle a(u^{2}+2uv+v^{2})+bu+bv+c=0}
{\displaystyle au^{2}+2auv+av^{2}+bu+bv+c=0}
{\displaystyle au^{2}+(2av+b)u+av^{2}+bv+c=0}
Neste passo tomamos o valor de {\displaystyle v} = {\displaystyle {-b \over 2a}} para anular o coeficiente de {\displaystyle u}
{\displaystyle au^{2}+\left[2a\left(-{b \over 2a}\right)+b\right]u+a\left(-{b \over 2a}\right)^{2}+b\left({-b \over 2a}\right)+c=0}
{\displaystyle au^{2}+{b^{2} \over 4a}-{b^{2} \over 2a}+c=0}
{\displaystyle au^{2}=-{b^{2} \over 4a}+{b^{2} \over 2a}-c}
{\displaystyle au^{2}={-b^{2}+2b^{2}-4ac \over 4a}}
{\displaystyle au^{2}={b^{2}-4ac \over 4a}}
{\displaystyle u^{2}={b^{2}-4ac \over 4a^{2}}}
{\displaystyle u=\pm {\sqrt {b^{2}-4ac \over 4a^{2}}}}
{\displaystyle u=\pm {{\sqrt {b^{2}-4ac}} \over 2a}}
{\displaystyle x=u+v}
{\displaystyle x=\pm {{\sqrt {b^{2}-4ac}} \over 2a}-{b \over 2a}}
{\displaystyle x={-b\pm {\sqrt {b^{2}-4ac}} \over 2a}}

### Método por completamento de quadrados
A solução da equação do segundo grau utiliza um método astucioso: o completamento de quadrados (inspirado, por sua vez, nos produtos notáveis) que permite simplificar a equação ao extrair a raiz quadrada ao eliminar o termo em {\displaystyle x^{2}}: 
Se {\displaystyle a\not =0} então:
y := f(x) = {\displaystyle ax^{2}+bx+c=0}
{\displaystyle ax^{2}+bx+?^{2}=-c+?^{2}}
Colocamos os termos do binômio como as raízes quadradas de ax² e de ?²

animação do metodo de completar o quadrado

{\displaystyle ({\sqrt {a}}x+?)^{2}=-c+?^{2}}
{\displaystyle ax^{2}+2{\sqrt {a}}?x+?^{2}=-c+?^{2}}
{\displaystyle b=2{\sqrt {a}}?}
{\displaystyle ?={b \over 2{\sqrt {a}}}}
{\displaystyle \left({\sqrt {a}}x+{b \over 2{\sqrt {a}}}\right)^{2}=-c+\left({b \over 2{\sqrt {a}}}\right)^{2}}
{\displaystyle \left({\sqrt {a}}x+{b \over 2{\sqrt {a}}}\right)^{2}=-c+{b^{2} \over 4a}}
{\displaystyle {\sqrt {a}}x+{b \over 2{\sqrt {a}}}=\pm {\sqrt {-c+{b^{2} \over 4a}}}}
{\displaystyle {\sqrt {a}}x=-{b \over 2{\sqrt {a}}}\pm {\sqrt {b^{2}-4ac \over 4a}}}
{\displaystyle {\sqrt {a}}x=-{b \over 2{\sqrt {a}}}\pm {{\sqrt {b^{2}-4ac}} \over 2{\sqrt {a}}}}
{\displaystyle {\sqrt {a}}x={-b\pm {\sqrt {b^{2}-4ac}} \over 2{\sqrt {a}}}}
{\displaystyle x={-b\pm {\sqrt {b^{2}-4ac}} \over 2a}}

ou ainda a seguinte prova:
y := f(x) = {\displaystyle ax^{2}+bx+c=0}
{\displaystyle x^{2}+{\frac {b}{a}}x+{\frac {c}{a}}=0}
{\displaystyle x^{2}+{\frac {b}{a}}x=-{\frac {c}{a}}}
{\displaystyle x^{2}+{\frac {b}{a}}x+{\frac {b^{2}}{4a^{2}}}={\frac {b^{2}}{4a^{2}}}-{\frac {c}{a}}}
{\displaystyle \left(x+{\frac {b}{2a}}\right)^{2}={\frac {b^{2}}{4a^{2}}}-{\frac {c}{a}}}
{\displaystyle \left(x+{\frac {b}{2a}}\right)^{2}={\frac {b^{2}-4ac}{4a^{2}}}}
{\displaystyle x+{\frac {b}{2a}}=\pm {\sqrt {\frac {b^{2}-4ac}{4a^{2}}}}}
{\displaystyle x={\frac {-b\pm {\sqrt {b^{2}-4ac}}}{2a}}}

### Método 1
Outra forma de resolução é dada por
y := f(x) = {\displaystyle ax^{2}+bx+c=0}
{\displaystyle (4a)(ax^{2}+bx+c)=(4a)(0)}
{\displaystyle (4a)(ax^{2}+bx+c)=0}
{\displaystyle 4a^{2}x^{2}+4abx+4ac=0}
{\displaystyle 4a^{2}x^{2}+4abx=-4ac}
{\displaystyle (2ax)^{2}+2(2ax)b=-4ac}
{\displaystyle (2ax)^{2}+2(2ax)b+b^{2}=-4ac+b^{2}}
{\displaystyle (2ax+b)^{2}=b^{2}-4ac}
{\displaystyle \left|2ax+b\right|={\sqrt {b^{2}-4ac}}}
Logo, tem-se, por definição de módulo, que:
| Se {\displaystyle (2ax+b)\geq 0} | Se {\displaystyle (2ax+b)<0} |
| --- | --- |
| {\displaystyle {\begin{matrix}2ax+b={\sqrt {b^{2}-4ac}}\\\\2ax={\sqrt {b^{2}-4ac}}-b\\\\x={\frac {-b+{\sqrt {b^{2}-4ac}}}{2a}}\end{matrix}}} | {\displaystyle {\begin{matrix}2ax+b=-{\sqrt {b^{2}-4ac}}\\\\2ax=-{\sqrt {b^{2}-4ac}}-b\\\\x={\frac {-b-{\sqrt {b^{2}-4ac}}}{2a}}\end{matrix}}} |

Portanto,
{\displaystyle x=\left\{{\begin{matrix}{\frac {-b+{\sqrt {b^{2}-4ac}}}{2a}}\rightarrow r_{1}\\\\{\frac {-b-{\sqrt {b^{2}-4ac}}}{2a}}\rightarrow r_{2}\end{matrix}}\right.\Rightarrow x={\frac {-b\pm {\sqrt {b^{2}-4ac}}}{2a}}}

### Método 2
Alternativamente, pode-se considerar a seguinte prova:
y := f(x) = {\displaystyle ax^{2}+bx+c=0}
{\displaystyle a\left(x^{2}+{\frac {b}{a}}x\right)+c=0}
{\displaystyle a\left[x^{2}+{\frac {b}{a}}x+\left({\frac {b}{2a}}\right)^{2}-\left({\frac {b}{2a}}\right)^{2}\right]+c=0}
{\displaystyle a\left(x+{\frac {b}{2a}}\right)^{2}-a\left({\frac {b}{2a}}\right)^{2}+c=0}
{\displaystyle a\left(x+{\frac {b}{2a}}\right)^{2}-{\frac {b^{2}}{4a}}+c=0}
{\displaystyle a\left(x+{\frac {b}{2a}}\right)^{2}={\frac {b^{2}}{4a}}-c}
{\displaystyle \left(x+{\frac {b}{2a}}\right)^{2}={\frac {b^{2}}{4a^{2}}}-{\frac {c}{a}}}
{\displaystyle x+{\frac {b}{2a}}=\pm {\sqrt {\frac {b^{2}-4ac}{4a^{2}}}}}
{\displaystyle x=-{\frac {b}{2a}}\pm {\sqrt {\frac {b^{2}-4ac}{4a^{2}}}}}
{\displaystyle x=-{\frac {b}{2a}}\pm {\frac {\sqrt {b^{2}-4ac}}{\sqrt {4a^{2}}}}}
{\displaystyle x={\frac {-b\pm {\sqrt {b^{2}-4ac}}}{2a}}}

### Casos particulares

#### b = 0
É uma equação no formato y := f(x) = {\displaystyle ax^{2}+c=0,} que pode ser resolvida levando-se em conta que:
{\displaystyle ax^{2}+c=0\Leftrightarrow ax^{2}=-c\Leftrightarrow x^{2}=-{\frac {c}{a}},}
para {\displaystyle {\dfrac {c}{a}}<0,} a equação terá duas raízes reais simétricas. No caso {\displaystyle {\dfrac {c}{a}}>0} as raízes serão complexas com {\displaystyle Re(x)=0} e complexamente simétricas, ou seja: {\displaystyle x_{1}={\overline {x_{2}}}.}

#### c = 0
É uma equação no formato y := f(x) = {\displaystyle ax^{2}+bx=0,} cuja solução pode ser obtida considerando-se que:
{\displaystyle ax^{2}+bx=0\Leftrightarrow x(ax+b)=0.}
De fato, neste caso tem-se necessariamente que {\displaystyle x=0} ou {\displaystyle ax+b=0,} sendo esta última alternativa equivalente a {\displaystyle x=-{\frac {b}{a}}.} Se os coeficientes forem reais, as também serão.

#### b = 0 e c = 0
Neste caso particular, temos simplesmente: y := f(x) = {\displaystyle ax^{2}=0,} cuja raiz dupla é 0.

## Discriminante e o estudo das raízes
Na fórmula acima, a expressão que aparece sob a raiz quadrada é chamada de discriminante da equação quadrática, e é comumente denotada pela letra grega delta maiúsculo:
{\displaystyle \Delta =b^{2}-4ac.}
Dessa forma, pode-se reescrever a fórmula resumidamente como:
{\displaystyle x={\frac {-b\pm {\sqrt {\Delta }}}{2a}}}
Uma equação quadrática com coeficientes reais tem duas raízes reais, ou então duas raízes complexas. O discriminante da equação determina o número e a natureza das raízes. Há apenas três possibilidades:
(Lembrando que todo polinômio de grau n, tem até n raízes; no caso particular de grau 2, então, deve haver até duas raízes.)
- Se {\displaystyle \Delta >0,} a equação tem duas raízes reais e distintas:

| {\displaystyle x_{1}={\frac {-b+{\sqrt {\Delta }}}{2a}}} | e | {\displaystyle x_{2}={\frac {-b-{\sqrt {\Delta }}}{2a}}.} |
No caso de equações quadráticas com coeficientes inteiros, se o discriminante for um quadrado perfeito, então as raízes são números racionais — em outros casos eles podem ser irracionais quadráticos.
- Se {\displaystyle \Delta =0,} a equação tem duas raízes reais e iguais:

{\displaystyle x_{1}=x_{2}={\frac {-b}{2a}}.}
- Se {\displaystyle \Delta <0,} a equação não possui qualquer raiz real. Em vez disso, ela possui duas raízes complexas distintas, que são conjugadas uma da outra:

| {\displaystyle x_{1}={\frac {-b}{2a}}+i{\frac {\sqrt {4ac-b^{2}}}{2a}}} | e | {\displaystyle x_{2}={\frac {-b}{2a}}-i{\frac {\sqrt {4ac-b^{2}}}{2a}},} |
onde i é a unidade imaginária.

## Geometria

Para a função quadrática: f(x) = x^{2} − x − 2 = (x + 1)(x − 2) de uma variável real x, as abcissas dos pontos nos quais o gráfico intersecta o eixo horzontal, x = −1 e x = 2, são as soluções da equação quadrática: x^{2} − x − 2 = 0.

Se {\displaystyle a}, {\displaystyle b}, e {\displaystyle c} forem números reais, o problema de resolver a equação quadrática y := f(x) = {\displaystyle ax^{2}+bx+c=0} é equivalente a encontrar os valores de {\displaystyle x} para os quais a função quadrática y :={\displaystyle f(x)=ax^{2}+bx+c} - cujo domínio frequentemente se restringe aos números reais - cruza o eixo das abscissas em um gráfico de {\displaystyle f(x)}. Isto é, os valores de {\displaystyle x} para os quais {\displaystyle f(x)=0}. De fato, dada uma parábola cuja geometria esteja fixa (não haja deformações na forma de esticamentos ou achatamentos), o número de soluções para a função quadrática correspondente dependerá exclusivamente do transladamento da parábola ao longo do eixo das ordenadas (eixo y). Para uma parábola com concavidade voltada para o semieixo y positivo, há três possibilidades de localização para o mínimo global: ele pode estar localizado "abaixo" do eixo x, resultando em duas raízes distintas devido a duas intersecções da função com o mesmo; pode estar tangenciando o eixo x, situação na qual a raiz é dupla e é a própria abscissa do ponto de mínimo; e ele também pode estar acima do eixo x, não o interseccionando e indicando a não existência de raízes (dentro do domínio dos números reais). Um raciocínio similar é aplicável a uma parábola com concavidade voltada para o semieixo y negativo, podendo o máximo global estar "acima" de, tangenciar, ou estar "abaixo" do máximo global.
Disto segue que:
- {\displaystyle \Delta >0:} O gráfico corta o eixo x em dois pontos.
- {\displaystyle \Delta =0:} O gráfico apenas toca o eixo x em um ponto.
- {\displaystyle \Delta <0:} O gráfico não corta o eixo x em nenhum ponto.

Ademais, é interessante notar que são necessárias apenas três coordenadas distintas em um gráfico para determinar inteiramente uma curva de polinômio de segundo grau.

### Perfil da parábola
A parábola de um polinômio de segundo grau possui apenas um máximo ou mínimo global. O perfil que a curva assume em um gráfico depende fundamentalmente dos coeficientes a, b e c, como se vê a seguir:
- a: Determina a concavidade da parábola. Valores negativos de a conferem à curva concavidade para baixo (aspecto de ∩), e valores positivos concavidade para cima (aspecto de U). Além disso, o módulo de a determina a abertura dessa concavidade.
- b: De interpretação mais difícil, a variação de b desloca a curva numa trajetória parabólica.
- c: Determina em que valor a curva corta o eixo y. Precisamente, no eixo y tem-se {\displaystyle x=0,} logo a função reduz-se a {\displaystyle y:=f(0)=c.}

Essas relações podem ser melhores entendidas nesta página (em inglês) que contém um gráfico interativo.

### Solução gráfica para equações do tipo x² − 2ax + b² = 0
Na geometria, cada segmento representa um número real positivo que é sua medida em alguma unidade. Antes de existir o conceito de número real, na Grécia antiga, número significava número natural. Os gregos buscavam representar todas as grandezas por segmentos de reta, pois toda grandeza pode ser representada por um segmento de reta de algum tamanho, sendo possível realizar operações de adição, subtração, multiplicação por um número natural ou divisão em partes iguais com esses segmentos.
As construções geométricas, usando régua e compasso, são operações com segmentos que respeitam certas regras. Podemos interpretar geometricamente a equação {\displaystyle x^{2}-2ax+b^{2}=0} da seguinte forma, sendo {\displaystyle a} e {\displaystyle b} dados, a solução da equação é o segmento {\displaystyle x} tal que a área do quadrado de lado {\displaystyle x} adicionada à área do quadrado de lado {\displaystyle b} é igual à área do retângulo de base {\displaystyle 2a} e altura {\displaystyle x}.
Para determinar o segmento que representa {\displaystyle x} vamos, inicialmente, aplicar a fórmula geral da equação do segundo grau:
{\displaystyle x={\frac {2a\pm {\sqrt {(2a)^{2}-4b^{2}}}}{2}}=a\pm {\sqrt {a^{2}-b^{2}}}}
Observe que {\displaystyle {\sqrt {a^{2}-b^{2}}}} representa o cateto de um triângulo retângulo que possui hipotenusa {\displaystyle a} e o outro cateto {\displaystyle b}. Desta forma, dados os segmentos {\displaystyle a} e {\displaystyle b} com {\displaystyle a>b} podemos construir o triângulo retângulo {\displaystyle ABC} com hipotenusa {\displaystyle BC=a} e catetos {\displaystyle AB=b} e {\displaystyle AC={\sqrt {a^{2}-b^{2}}}}. Tracemos a circunferência com centro em {\displaystyle C} e raio {\displaystyle AC} e prolonguemos a hipotenusa até intersectar a circunferência, obtendo os pontos de interseção {\displaystyle D} e {\displaystyle E}, então {\displaystyle AC=DC=EC={\sqrt {a^{2}-b^{2}}}}.
Portanto, as soluções {\displaystyle x_{1}=a+{\sqrt {a^{2}-b^{2}}}} e {\displaystyle x_{2}=a-{\sqrt {a^{2}-b^{2}}}} da equação {\displaystyle x^{2}-2ax+b^{2}=0} estão representadas na figura abaixo pelos segmentos {\displaystyle x_{1}=BE} e {\displaystyle x_{2}=BD}.
De fato, {\displaystyle BE=BC+EC=a+{\sqrt {a^{2}-b^{2}}}} e {\displaystyle BD=BC-DC=a-{\sqrt {a^{2}-b^{2}}}}.

## Fatoração (ou factorização) da equação quadrática
O termo
{\displaystyle x-r}
é um fator do polinômio
{\displaystyle ax^{2}+bx+c,}
se e somente se r é uma raiz da equação quadrática
{\displaystyle y:=f(x)=ax^{2}+bx+c=0}
Segue da fórmula quadrática que
{\displaystyle ax^{2}+bx+c=a\left(x-{\frac {-b+{\sqrt {b^{2}-4ac}}}{2a}}\right)\left(x-{\frac {-b-{\sqrt {b^{2}-4ac}}}{2a}}\right)=a\left[(x-r_{1})(x-r_{2})\right].}
No caso especial em que a quadrática possui duas raízes iguais ({\displaystyle b^{2}=4ac,} isto é, discriminante nulo), o polinômio quadrático pode ser fatorado como
{\displaystyle ax^{2}+bx+c=a\left(x+{\frac {b}{2a}}\right)^{2}=a(x-r)^{2}}

## Relações entre coeficientes e raízes

### Fórmulas de Viète
As fórmulas de Viète fornecem uma relação simples entre as raízes {\displaystyle x_{1}} e {\displaystyle x_{2}} de um polinômio e seus coeficientes. No caso do polinômio quadrático {\displaystyle ax^{2}+bx+c,} elas tomam a seguinte forma:
{\displaystyle x_{1}+x_{2}=-{\frac {b}{a}}}
e
{\displaystyle x_{1}\ x_{2}={\frac {c}{a}}.}
Estas igualdades seguem diretamente da relação:
{\displaystyle \left(x-x_{1}\right)\left(x-x_{2}\right)=x^{2}\ -\left(x_{1}+x_{2}\right)x+x_{1}\ x_{2}\ =0\ ,}
que pode ser comparada termo a termo com:
{\displaystyle x^{2}+{\frac {bx}{a}}+{\frac {c}{a}}=0\ .}
Denotando {\displaystyle S} como a soma da raízes, e {\displaystyle P} o produto entre elas, a equação pode ser reescrita da seguinte maneira:
{\displaystyle x^{2}-Sx+P=0.}
Em alguns casos simples, o uso dessas propriedades permite que se deduza quais são as raízes, pela simples inspeção visual e tentativa de composição de dois números que satisfaçam as relações dadas para a soma e para o produto das raízes. A equação {\displaystyle x^{2}+x-6=0,} por exemplo, tem {\displaystyle S=-1} e {\displaystyle P=-6,} os quais fornecem facilmente por inspeção as raízes {\displaystyle -3} e {\displaystyle 2.}
A primeira das duas fórmulas fornece também uma expressão conveniente ao traçar o gráfico de uma função quadrática. Uma vez que o gráfico é simétrico com relação a uma reta vertical passando pelo vértice da parábola, quando há duas raízes reais a abscissa do vértice está localizada na média aritmética das duas raízes, isto é, seu valor é dado pela expressão:
{\displaystyle x_{V}={\frac {x_{1}+x_{2}}{2}}=-{\frac {b}{2a}}.}
A outra coordenada pode ser obtida através da substituição do resultado anterior na expressão quadrática, resultando em
{\displaystyle y_{V}=-{\frac {b^{2}}{4a}}+c=-{\frac {b^{2}-4ac}{4a}}.}
Assim, o gráfico da função {\displaystyle f(x)=ax^{2}+bx+c} será sempre uma parábola com vértice em
{\displaystyle V=\left({\frac {-b}{2a}},{\frac {-\Delta }{4a}}\right).}
Para um estudo mais detalhado do gráfico, ver função quadrática.

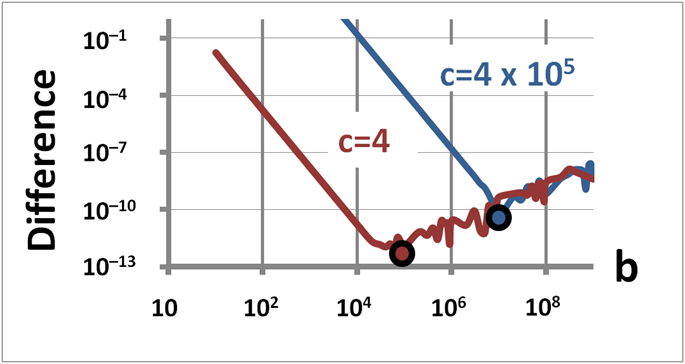
Gráfico de duas avaliações da menor raiz de uma quadrática: avaliação direta através da fórmula quadrática (preciso no pequenos valores de b) e uma aproximação para raízes amplamente espaçadas (preciso para grandes valores de b). A diferença atinge um mínimo nos pontos grandes, e o arredondamento provoca rabiscos na curva acima deste valor mínimo.

### Instabilidade da equação quadrática
Em termos práticos, as fórmulas de Viète fornecem um método útil para a busca de raízes de uma quadrática no caso em que uma raiz é bem menor do que a outra. Se |x 1| << |x 2|, então x 1 + x 2 ≈ x 1, e tem-se a estimativa:
{\displaystyle x_{1}\approx -{\frac {b}{a}}\ .}
Da segunda fórmula de Viète resulta:
{\displaystyle x_{2}={\frac {c}{a\ x_{1}}}\approx -{\frac {c}{b}}\ .}
Estas fórmulas são mais fáceis de avaliar do que a Fórmula de Bhaskara sob a condição de que uma raiz é grande e uma pequena, porque a fórmula de resolução de equações quadráticas avalia a raiz menor como a diferença entre dois números praticamente iguais (no caso em que b é grande), o que causa erros de arredondamento em avaliações numéricas. A figura ao lado mostra a diferença entre (i) um calculo direto usando a fórmula de Bhaskara (preciso quando as raízes têm valores próximos) e (ii) uma avaliação baseada na aproximação das fórmulas de Viète dadas acima (precisa quando as raízes estão bem separadas). Conforme o coeficiente linear b aumenta, inicialmente a fórmula quadrática é precisa, e a fórmula aproximada melhora sua precisão, levando a pequenas diferenças entre os métodos ao aumentar b. No entanto, em algum ponto a fórmula de Bhaskara começa a perder precisão devido aos erros de arredondamento, enquanto o método aproximado continua a melhorar.
Outro algoritmo robusto e menos propenso a erros de arredondamento envolve a utilização da seguinte fórmula, assumindo {\displaystyle \Delta >0} e {\displaystyle b>0:}
{\displaystyle {\begin{aligned}x_{1}&={\frac {-b-\operatorname {sgn}(b)\,{\sqrt {b^{2}-4ac}}}{2a}},\\x_{2}&={\frac {2c}{-b-\operatorname {sgn}(b)\,{\sqrt {b^{2}-4ac}}}}={\frac {c}{ax_{1}}}.\end{aligned}}}
Aqui, sgn é a função sinal, em que {\displaystyle \operatorname {sgn}(b)} é 1 se {\displaystyle b} é positivo, e -1 se {\displaystyle b} é negativo. Isso evita certos problemas de cancelamento na conta.
Essas situações de instabilidade são frequentes em projetos de amplificadores, nos quais é desejável raízes bastante separadas para garantir uma operação estável.

### Outras relações entre as raízes
Denotando-se as raízes de uma equação do segundo grau por {\displaystyle r_{1}} e {\displaystyle r_{2},} sua soma por {\displaystyle S=r_{1}+r_{2}} e seu produto por {\displaystyle P=r_{1}\cdot r_{2},} verificam-se as seguintes relações entre as raízes:
| Expressão envolvendo as raízes             | Definição                                                                                | Relação com {\displaystyle S} e {\displaystyle P}    |
| ------------------------------------------ | ---------------------------------------------------------------------------------------- | ---------------------------------------------------- |
| Soma do inverso das raízes                 | {\displaystyle \textstyle {\frac {1}{r_{1}}}+{\frac {1}{r_{2}}}}                         | {\displaystyle \textstyle {\frac {S}{P}}}            |
| Soma dos quadrados das raízes              | {\displaystyle r_{1}^{2}+r_{2}^{2}}                                                      | {\displaystyle S^{2}-2P}                             |
| Soma dos quadrados dos inversos das raízes | {\displaystyle \textstyle {\frac {1}{r_{1}^{2}}}+{\frac {1}{r_{2}^{2}}}}                 | {\displaystyle \textstyle {\frac {S^{2}-2P}{P^{2}}}} |
| Soma dos cubos das raízes                  | {\displaystyle r_{1}^{3}+r_{2}^{3}}                                                      | {\displaystyle S^{3}-3S\cdot P}                      |
| Média aritmética das raízes                | {\displaystyle \textstyle {\frac {r_{1}+r_{2}}{2}}}                                      | {\displaystyle \textstyle {\frac {S}{2}}}            |
| Média geométrica das raízes                | {\displaystyle {\sqrt {r_{1}\cdot r_{2}}}}                                               | {\displaystyle {\sqrt {P}}}                          |
| Média harmônica das raízes                 | {\displaystyle \textstyle {\frac {1}{\frac {{\frac {1}{r_{1}}}+{\frac {1}{r_{2}}}}{2}}}} | {\displaystyle \textstyle {\frac {2P}{S}}}           |